# Malaysia Open 1983
Die Malaysia Open 1983 im Badminton fanden vom 30. Juni bis zum 3. Juli 1983 in Kuala Lumpur statt. Die Wertung des Turniers war Kategorie 4, was die niedrigste Einstufung war.

## Finalergebnisse
| Disziplin    | Sieger                           | Finalist                      | Ergebnis           |
| ------------ | -------------------------------- | ----------------------------- | ------------------ |
| Herreneinzel | Liem Swie King                   | Hastomo Arbi                  | 15:1, 15:11        |
| Dameneinzel  | Pan Zhenli                       | Qian Ping                     | 11:9, 11:5         |
| Herrendoppel | Christian Hadinata Bobby Ertanto | Park Joo-bong Sung Han-kuk    | 18:16, 12:15, 15:3 |
| Damendoppel  | Kim Yun-ja Yoo Sang-hee          | Nora Perry Jane Webster       | 11:15, 15:4, 15:7  |
| Mixed        | Martin Dew Nora Perry            | Christian Hadinata Ivanna Lie | 5:15, 15:10, 15:6  |